# Flaviano Amatulli Valente
Flaviano Amatulli Valente (Conversano, Itália, 23 de maio de 1938-Cidade do México, 1 de junho de 2018) foi um sacerdote católico italiano que residia no México; foi o fundador do Movimento eclesial "Apóstolos da Palavra", cujo propósito é realizar atividades de apologética e catequização nos setores mais pobres e descuidados do rebanho católico latino-americano, para retardar o avanço das seitas protestantes. Foi um dos apologetas mais conhecidos no âmbito católico latino-americano.

## Biografia
Flaviano Amatulli nasceu em Conversano, em 23 de maio de 1938. Foi ordenado sacerdote em 1965, em Milão. Estudou Teologia Dogmática e Comunicação Social. Mudou-se para o México, para dirigir a revista Esquila Misional, a qual dirigiu em períodos diferentes. Foi missionário durante 5 anos entre os indígenas chinantecos de Oaxaca.
A partir de 1975, começou a fundar centros de formação para leigos. Em 1998, eram cerca de quinze deles.
Em 2 de julho de 1978, fundou o movimento "Apóstolos da Palavra".
Em 1986, os bispos do México o nomearam coordenador do Departamento da Fé, frente ao proselitismo das seitas do México, pertencente à  Comissão Episcopal para a Doutrina da Fé do México.

### Morte
Flaviano Amatulli incardinado à diocese de San Andrés Tuxtla em Veracruz, recebeu a unção extrema das mãos do bispo desta diocese Fidencio López em 27 de maio de 2018 após ser declarado em estado de agonia devido ao câncer ósseo que sofreu e que estava se espalhando para outras partes do corpo morrendo de câncer de próstata em 1 de junho de 2018 às 20h.

## Autocrítica da Igreja Católica em seus escritos
Em seu livro "Católico ou Protestante" há um capítulo intitulado "Autocrítica da Igreja Católica". Naquela parte do livro, faz-se uma revisão de aspectos que, segundo o sacerdote, é urgente mudar na pastoral católica latino-americana. Ainda, em várias outros fragmentos das obras do padre são feitos juízos críticos a respeito da prática pastoral da hierarquia católica latino-americana, e especialmente da mexicana:
- Os sacerdotes não devem estar amontoados nas cidades, deixando sem atendimento as comunidades rurais;
- Os sacerdotes não devem pretender fazer tudo dentro dos grupos paroquiais, mas delegar responsabilidades aos leigos;
- Os leigos devem receber uma formação teológica mais séria;
- Os bispos não devem impor alguma ideologia política a seus fiéis ou ao clero;
- Devem ser promovidas as comunidades de leigos, não importando a linha do movimento: Caminho neocatecumenal, Renovação Carismática, entre outras. Por que todos os leigos católicos devem ter uma "experiência pessoal com Deus";
- Os párocos devem esforçar-se por chegar a todos os paroquianos, sem deixar de formar leigos comprometidos;
- Deveria haver mais diáconos permanentes nas dioceses, para ajudar os párocos a evangelizar e catequizar.

## Obras publicadas
É autor de aproximadamente 90 publicações, entre livros e folhetos. Foca na apologética católica, frente às denominações protestantes.

### Apologética católica
- Aprendendo a dialogar com as seitas
- Catolicismo e Protestantismo
- Diálogo com os protestantes
- Preguntas e Respostas
- Minidiálogo com os protestantes
- Não às seitas
- Sou Católico (para crianças)
- Apologética e Ecumenismo. Duas caras da mesma moeda
- Charlas de Sobremesa entre Curas
- Comunidades «Palavra e Vida»
- Chiapas, seitas e evangelização
- O proselitismo religioso: a nota dominante na América Latina
- Fazer um novo modelo de Igreja
- A Igreja e as seitas. Pesadelo ou desafio?
- A Nova Evangelização e as seitas
- As Seitas: Um problema pastoral
- E as massas católicas, o que é?
- Um novo rosto da Igreja
- A Torre de Babel
- Os Mórmons
- Inculturar a Igreja
- Alerta! A Igreja se desmorona
- Mudar ou morrer
- Ler a Bíblia ou morrer sem conhecer DEUS

### Espiritualidade
- Faíscas de espiritualidade
- Como planejar a própria vida espiritual
- O pássaro ferido (curso de superação e desenvolvimento pessoal)
- Evangelizar, a mais nobre aventura
- Vida e sonhos de um missionário

### Pastoral Bíblica
Sobre Pastoral Bíblica, suas obras são:
- Curso Bíblico para Jovens
- Curso Bíblico para Crianças
- História da Salvação (Curso básico)
- Historia da Salvação (Curso popular)
- Novo Testamento (Curso médio)
- Palavra de Vida

### Catequese
- Catecismo Bíblico para Adultos
- Catecismo Popular de 1ª Comunhão
- Filhos de Deus e herdeiros da glória
- Pão da Vida
- Sinais batismais e Filhos de Deus
- Um Pacto de Amor para Noivos
- Vem, Espírito Santo (preparação para a Confirmação)
- Seguindo as Pegadas de Cristo
- Tríptico para a Confissão (Crianças)
- Tríptico para a Confissão (Adultos)
- Tríptico para a Confissão (Desenhos)

### Religiosidade Popular
- Canta conosco (Cantoral)
- Cantoral do Povo de Deus
- Meus quinze anos
- Novenário de defuntos
- Posadas Bíblicas
- Santo Rosário
- Sinais Batismais e Filhos de Deus
- Via Crucis Bíblico

## Frases Célebres
- "Deus nos livre dos liberalista de esquerda ou de direita"
- "A Igreja não deve pretender ser a voz dos que não tem voz, mas dar-lhes a voz"
- "Católico ignorante, ótimo protestante"
- "Se o problema das seitas na América latina não for resolvido, esta poderá deixar de ser o continente da esperança para ser o continente do pesadelo"
- "Dá-me vergonha ver tantos sacerdotes amontoados nas grandes cidades do país (México) enquanto paróquias rurais são abandonadas"